# Форс-мажор
Форс-мажо́р (від фр. force majeure), обста́вини неперебо́рної си́ли — обставини, що виникли внаслідок прийняття рішень законодавчого або нормативно-правового характеру, обов'язкових для суб'єктів у тому числі аграрного ринку згідно із законодавством, або ті, що виникли внаслідок стихійного лиха, у тому числі пожежі, повені, посухи, заморозків, граду, землетрусу, військових дій або суспільних збурень, а також з інших обставин, які не могли бути керованими стороною договору (контракту), включаючи втрату врожаю або його частини внаслідок несприятливих погодних умов, раптового припинення поставки води, тепла, електроенергії, нафтопродуктів чи газу, не пов'язаного з несплатою їхньої вартості.

## Українське законодавство
Українське законодавство визначає форс-мажорні обставини (обставини непереборної сили) (фр. force majeure) як надзвичайні та невідворотні обставини, що об'єктивно унеможливлюють виконання зобов'язань, передбачених умовами договору (контракту, угоди тощо), обов'язків згідно із законодавчими та іншими нормативними  актами, а саме: загроза війни, збройний конфлікт або серйозна погроза такого конфлікту, включаючи але не обмежуючись ворожими атаками, блокадами, військовим ембарго, дії іноземного ворога, загальна військова мобілізація, військові дії, оголошена та неоголошена війна, дії суспільного ворога, збурення, акти тероризму, диверсії, піратства, безлади, вторгнення, блокада, революція, заколот, повстання, масові заворушення, введення комендантської години, експропріація, примусове вилучення, захоплення підприємств, реквізиція, громадська демонстрація, блокада, страйк, аварія, протиправні дії третіх осіб, пожежа, вибух, тривалі перерви в роботі транспорту, регламентовані умовами  відповідних рішень та актами державних органів влади, закриття морських проток, ембарго, заборона (обмеження) експорту/імпорту тощо, а також викликані винятковими погодними умовами і стихійним лихом, а саме: епідемія, сильний шторм, циклон, ураган, торнадо, буревій, повінь, нагромадження снігу, ожеледь, град, заморозки, замерзання моря, проток, портів, перевалів, землетрус, блискавка, пожежа, посуха, просідання і зсув ґрунту, інші стихійні лиха тощо.
Законом також встановлено, що Торгово-промислова палата України та уповноважені нею регіональні торгово-промислові палати засвідчують форс-мажорні обставини (обставини непереборної сили) та видають за заявою суб'єкта господарювання сертифікат про такі обставини.
При використанні та застосуванні застереження про форс-мажор в договорах міжнародної купівлі-продажу товарів варто звернути увагу на:
- Застереження МТП 2003 про форс-мажор (публікація МТП № 650).
- Стандартні зауваження про форс-мажори і ускладнення в ЗЕД-договорах на основі нового Типового контракту МТП міжнародної купівлі-продажу товарів (публ. МТП № 738).

На що впливає форс-мажор:
- звільнення від цивільно-правової відповідальності;
- перебіг позовної давності;
- продовження термінів надходження виручки (надходження товарів) у ЗЕД;
- відстрочка (списання) податкового боргу[2].

Умовно можливо розділити форс-мажорні обставини на три групи:
1. природні явища — це виняткові погодні умови та стихійні лиха (ураган, буря, повінь, нагромадження снігу, ожеледь, землетрус, пожежа, просідання і зсув ґрунту);
2. обставини соціального (публічного) характеру (страйк, локаут, дія суспільного ворога, оголошена та неоголошена війна, загроза війни, терористичний акт, блокада, революція, заколот, масові заворушення, громадська, демонстрація, протиправні дії третіх осіб тощо);
3. дії влади (введення ембарго, заборон, квот тощо)[3].